# Arcidiecéze Velebusdus
Arcidiecéze Velebusdus je titulární metropolitní arcidiecéze římskokatolické církve.

## Historie
Velebusdus, možná identifikovatelný s římským městem Pautalia, starověkým jménem města Kjustendil v dnešním Bulharsku, byl starobylým biskupským sídlem, nacházejícím se v římské provincii Dacia Mediterranea. Bylo sufragánnou arcidiecéze Serdika. Známe jen jednoho biskupa tohoto sídla, Evangelia, kterého roku 516 povolal do Konstantinopole císař Anastasios I., aby vystoupil proti monofyzitismu.
V pozdním středověku vstoupila bulharská církev na krátkou dobu do společenství s římskou církví. Mezi sjednocenými diecézemi byl i Velebusdus, který se stal arcibiskupstvím. Dne 25. února 1204 převzal arcibiskup Atanáš z rukou papeže Inocence III. pallium.
Dnes je využívána jako titulární metroplitní sídlo; současným arcibiskupem je Gábor Pintér, apoštolský nuncius.

## Seznam biskupů Pautalie
- Evangelius (zmíněn roku 516)

## Seznam arcibiskupů Velebusdu
- Atanáš (zmíněn roku 1204)

## Seznam titulárních arcibiskupů
- 1953–1956 Ferdinand Stanislaus Pawlikowski
- 1956–1962 Aston Chichester, S.J.
- 1963–1971 Antônio de Almeida Lustosa, S.D.B.
- 1971–1972 Eugène Klein, M.S.C.
- 1972–1975 Peter Yariyok Jatau
- 1979–1982 Enzio d'Antonio
- 1983–1989 José Manuel Estepa Llaurens
- 2016–dosud Gábor Pintér